# طبریه

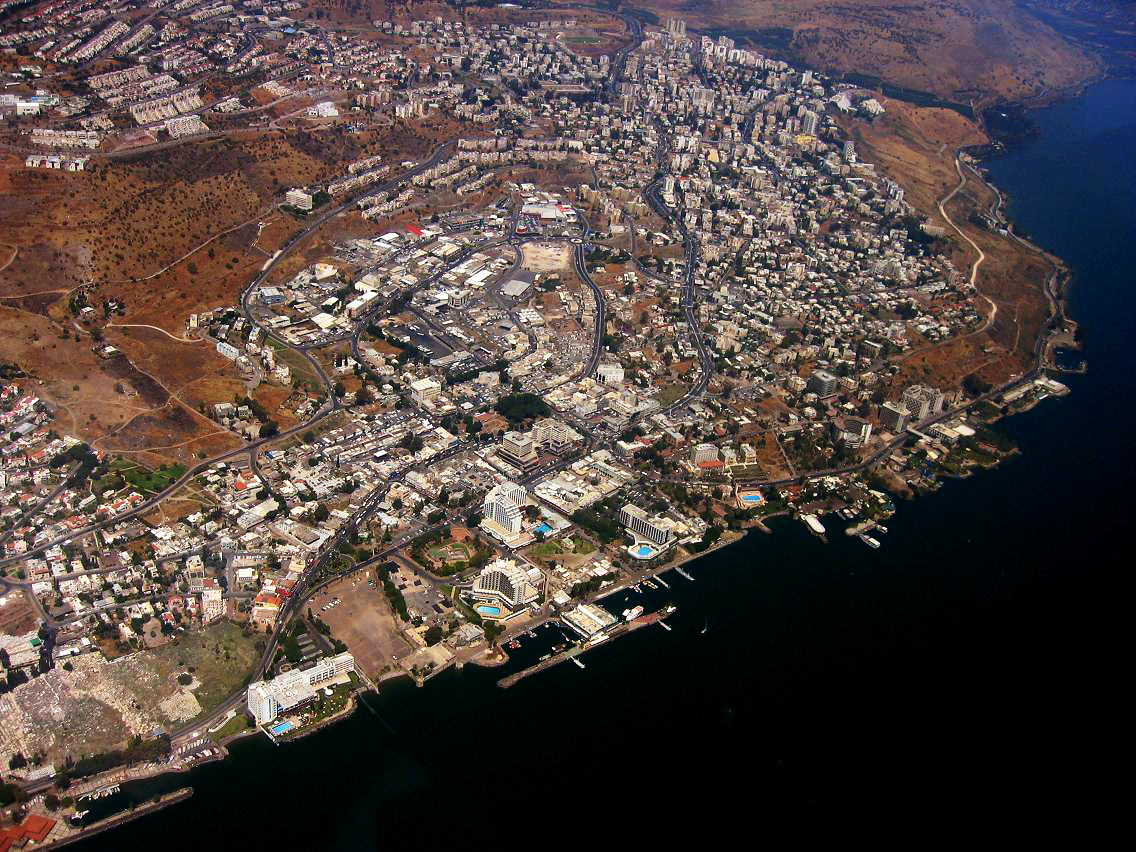
تصویری هوایی از شهر ساحلی طبریه در شمال کشور اسرائیل.

طَبَریه (در عبری: טבריה) نام شهری در استان شمالی اسرائیل است. جمعیت آن در سال ۲۰۱۰ حدود ۴۰٬۱۰۰ نفر و مساحت آن ۱۰٫۸۷۲ کیلومتر مربع است. 
طبریه مرکز تمدن یهود و یکی از چهار شهر مقدس یهود به‌شمار می‌آید و در کنار شهرهای اورشلیم، صفد و حبرون (خلیل)، محل سکونت بسیاری از دانشمندان مذهبی یهودی بوده‌است. آرامگاه چند تن از مقدسین یهود در حومه شهر طبریه قرار گرفته و از نظر تاریخی دارای اهمیت زیادی است.

## موقعیت جغرافیایی
طبریه در دامنه کوه‌های جلیل و بلندی‌های جولان واقع شده‌است.
طبریه همچنین در ساحل دریاچه طبریه قرار گرفته‌است. این دریاچه مهمترین منبع آب شیرین اسرائیل به‌شمار می‌آید و از دیدگاه راهبردی برای کشور اسرائیل دارای اهمیت بسیاری است.

## تاریخچه
شهر طبریه در حدود ۲۰ میلادی و در زمان هیرود بزرگ بنیان نهاده شد.
در زمان حکومت بیزانسها، این شهر به دلیل زمین‌لرزه‌های پیاپی در آستانه تخریب قرار گرفت، اما بعدها با موج مهاجرت یهودیان به اسرائیل، به یکی از شهرهای مهم اسرائیل تبدیل شد.